# Amegilla mauritanica
Amegilla mauritanica är en biart som först beskrevs av Raymond Benoist 1950.  Amegilla mauritanica ingår i släktet Amegilla och familjen långtungebin. Inga underarter finns listade i Catalogue of Life.